# 音楽の森
『音楽の森』（おんがくのもり）とは、STVラジオで放送されたラジオ番組。
主にクラシックや映画音楽、インストゥルメンタルの楽曲が中心だった。パーソナリティは当初は日下部愛（当時札幌テレビアナウンサー）→後に宮永真幸（札幌テレビアナウンサー）。2007年4月1日放送終了。

## 放送時間
- 毎週日曜日 25:30 - 26:00

| スタブアイコン | サブスタブ | この項目は、まだ閲覧者の調べものの参照としては役立たない、ラジオ番組に関連した書きかけの項目です。この項目を加筆・訂正などしてくださる協力者を求めています（P:ラジオ/PJ:放送番組）。 |